# Шумахер, Элисон
Элисон Шумахер (англ. Alison Schumacher; род. 22 ноября 2002, Чжучжоу, Хунань) — канадская фигуристка, выступающая в женском одиночном катании. Серебряный призёр чемпионата Канады 2020 года и участница чемпионатов ИСУ. Занимала места в первой десятке на двух чемпионатах мира среди юниоров (2019, 2020).

## Ранние годы
Родилась в Чжучжоу 22 ноября 2002 года. Позже переехала в Канаду, в город Текумсе. Начала кататься на коньках в 2007 году. В 5 лет пошла в клуб катания на коньках Риверсайд.

## Карьера
В 9 лет участвовала в своем первом международном соревновании Skate Detroit, где заняла четвертое место. К 11 годам стала самой молодой фигуристкой в Skate Canada Development Camp.
В сезоне 2017/2018 выступала как в юношеском женском катании, так и в парном катании с Захари Дейлманом. На чемпионате Канады 2018 года, выступая на юниорском уровне, заняла пятое место в одиночном разряде и восьмое парах.

### Сезон 2018/2019
В начале сезона участвовала в Гран-при среди юниоров, заняв девятое место в Словакии и двенадцатое место в Канаде. В ноябре 2018 года выиграла золото на Skate Ontario Sectionals, обеспечив себе место на чемпионате Канады 2019 года на взрослом уровне. Там заняла четвертое место в короткой программе с результатом 60,10 балла и финишировала седьмой в общем зачете.
Вошла в состав сборной Канады на чемпионат мира среди юниоров 2019 года, где она заняла десятое место.

### Сезон 2019/2020
В начале сезона заняла восемнадцатое место на этапе юниорского Гран-при во Франции и седьмое в Хорватии. Также стала восьмой на турнире Warsaw Cup 2019, дебютировав на международном уровне.
Была претендентом на победу, но в короткой программе упала с каскада тройной флип — тройной тулуп. Заняла второе место в произвольной программе, поднявшись также на вторую позицию в сумме. Поскольку у национальной чемпионки Эмили Босбэк не хватало технических баллов до минимума ИСУ для участия на чемпионате мира 2020 года, федерация Канады отправила Шумахер, Босбэк и Алисию Пино, занявшую четвертое место, на чемпионат четырех континентов 2020 года, который проходил в Сеуле. Там заняла четырнадцатое место, опередив Босбэк, но Пино проиграла почти 23 балла.
Завершила сезон на чемпионате мира среди юниоров 2020 года, где заняла девятое место, установив новые личные рекорды в обеих программах и по сумме.

### Сезон 2020/2021
Должна была дебютировать на взрослом этапе Гран-при в Канаде, но этап был отменён из-за пандемии коронавируса.
Заняла пятое место на местных соревнованиях в Онтарио, а затем выиграла серебро на Skate Canada Challenge 2021 года. Эти результаты позволили бы ей попасть на чемпионат Канады 2021 года, но турнир был отменён.
Шумахер стала запасной в сборной Канады на чемпионате мира 2021 года, а страну представляли Мадлен Скизас и Эмили Босбэк. Однако из-за обязательного двухнедельного карантина в Канаде для возвращающихся спортсменов ни один член сборной на чемпионате мира не был включён в состав на командный чемпионат мира 2021 года, и Шумахер вошла в состав сборной вместе с Габриэль Дейлман.